# Perry N. Vekroff
Perry N. Vekroff (3 de junio de 1881 – 3 de enero de 1937) fue un director, guionista y actor cinematográfico de origen búlgaro, activo en la época del cine mudo. 
Nacido en Shumen, Bulgaria, emigró a los Estados Unidos, donde emprendió la carrera de director. Dirigió un total de 19 filmes entre 1914 y 1922, entre ellos dos seriales para Universal Studios y uno para Pathé. Además, colaboró con  Vitagraph.
Vekroff falleció en Hollywood, California, en 1937, a causa de una dolencia cardiaca.

## Filmografía

### Director
- Three Weeks (1914
- When It Strikes Home (1915)
- Hearts of Men (1915)
- Should a Baby Die?
- Bridges Burned
- The Secret of Eve
- The More Excellent Way (1917)
- Her Secret (1917)
- The Question (1917)
- Richard the Brazen (1917)
- Men (1918)
- A Woman's Experience (1918)
- What Love Forgives (1919)
- Dust of Desire
- Trailed by Three
- Cynthia of the Minute
- The Secret Four
- The White Messenger
- Perils of the Yukon

### Guionista
- Three Weeks, de Perry N. Vekroff (1914)
- Her Secret, de Perry N. Vekroff (1917)
- A Woman's Experience, de Perry N. Vekroff (1918)